# Hôtel de ville de Sherbrooke
L'hôtel de ville de Sherbrooke est un édifice public située au 191 rue du Palais à Sherbrooke au Québec (Canada) Cette mairie de style Second Empire a été construite entre 1904 et 1906 selon les plans de l'architecte en chef du département des Travaux publics du Québec, Elzéar Charest pour servir de palais de justice. Le bâtiment a servi de palais de justice jusqu'en 1987. En 1989, il est converti en mairie pour la ville de Sherbrooke. Le bâtiment a été reconnu comme immeuble patrimonial en 1977. Il est devenu classé à l'entrée en vigueur de la Loi sur le patrimoine culturel en 2012.